# Seaside Park
Seaside Park est une municipalité américaine située dans le comté d'Ocean au New Jersey.
Lors du recensement de 2010, sa population est de 1 579 habitants. La municipalité s'étend sur 0,77 milles carrés (1,99 km2), dont 0,12 milles carrés (0,31 km2) d'étendues d'eau.
La ville devient un borough indépendant de Berkeley Township en mars 1898. Elle doit son nom (écrit Sea Side Park jusqu'en 1947) à sa situation sur une bande de sable, « seaside » signifiant « bord de mer » en anglais.